# USS Holland (SS-1)
Pour les autres navires du même nom, voir USS Holland.
Le USS Holland (SS-1) est le premier sous-marin moderne américain. Il porte le nom de son inventeur John Philip Holland développeur des premiers sous-marins militaires pour l’US Navy, la Royal Navy et la Marine impériale japonaise.
Il fut initialement prévu sous le nom de Holland 6, les numéro 1 à 5 étant ceux de la classe Holland de la Royal Navy.

## Conception

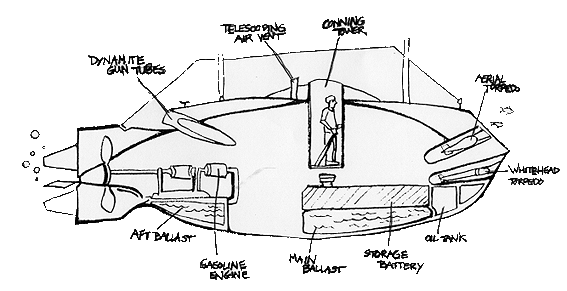
Diagramme du Holland SS-1

Il fut réalisé sur le chantier naval de Crescent Shipyard à Elizabeth dans le New Jersey par l'architecte naval Lewis Nixon I pour l'Electric Boat Company fondée par John Philip Holland. Ce modèle de type expérimental développe les avancées techniques du moment. Il fut lancé le 17 mai 1897.
Il possède un moteur à combustion interne pour la surface et un moteur électrique en plongée. Pour son armement il a un tube lance-torpilles rechargeable et un canon de pont de type pneumatique (dynamite gun) dirigé de sa tour de commandement. Plusieurs compartiments de ballast permettent la plongée à diverses profondeurs.

## Histoire
Après des essais concluants, il fut acheté définitivement comme navire de guerre par l’US Navy. Il prit le nom de USS Holland (SS-1) le 12 octobre 1900 et devint le premier sous-marin américain d'une lignée ininterrompue. Une série de 6 unités fut commandée, qui prit le nom de classe Plunger.
Les deux premiers sous-marins militaires américains furent l’USS Alligator (1862) et le Intelligent Whale (1863).

## Service de l'USS Holland (SS-1)
L'USS Holland (SS-1) a été le premier sous-marin opérationnel de la marine américaine, jouant un rôle crucial dans l'évolution de la guerre sous-marine au tournant du 20ᵉ siècle.

### Mise en Service et Missions Initiales
Commissionné le 12 octobre 1900, l'USS Holland a été initialement utilisé pour des missions d'entraînement et de démonstration. Son déploiement visait principalement à familiariser les marins américains avec la technologie sous-marine naissante et à tester les capacités du sous-marin dans des conditions réelles.

### Activités d'Entraînement et Innovations Technologiques
Le Holland a servi de plateforme d'entraînement essentielle pour former les premiers équipages de sous-marins de la marine américaine. Il a réalisé une série de manœuvres et de simulations pour perfectionner les techniques de navigation en surface et en plongée, ainsi que pour tester des innovations technologiques telles que les systèmes de propulsion et les torpilles.

### Essais et Démonstrations
Pendant son service actif, l'USS Holland a participé à diverses démonstrations destinées à démontrer sa capacité opérationnelle et à promouvoir l'acceptation des sous-marins comme composante légitime de la marine. Ces démonstrations ont joué un rôle crucial dans le développement et l'adoption ultérieure de la technologie sous-marine par les forces navales américaines.

### Fin de Service et Héritage
Après plusieurs années de service, l'USS Holland a été décommissionné le 17 juillet 1905. Bien qu'il n'ait pas été impliqué dans des opérations de combat, son influence sur la conception des sous-marins fut considérable. Son héritage a perduré à travers les leçons apprises et les innovations technologiques introduites, posant ainsi les bases pour les futurs développements dans le domaine des sous-marins.

### Influence et Postérité
L'USS Holland a posé les fondations de la marine sous-marine moderne, influençant non seulement les conceptions futures des sous-marins américains, mais également celles adoptées par d'autres marines à travers le monde. Son impact historique demeure un témoignage de son rôle précurseur dans l'histoire maritime américaine.